# Larinioides
Larinioides là một chi nhện trong họ Araneidae.

## Các loài
Các loài trong chi này gồm:
- Larinioides chabarovi (Bakhvalov, 1981)
- Larinioides cornutus (Clerck, 1757) - Rietkruisspin
- Larinioides ixobolus (Thorell, 1873) - Vale brugspin
- Larinioides patagiatus (Clerck, 1757) - Vale wielwebspin
  - Larinioides patagiatus islandicola (Strand, 1906)
- Larinioides sclopetarius (Clerck, 1757) - Brugspin
- Larinioides subinermis Caporiacco, 1940
- Larinioides suspicax (O. P.-Cambridge, 1876)

## Hình ảnh

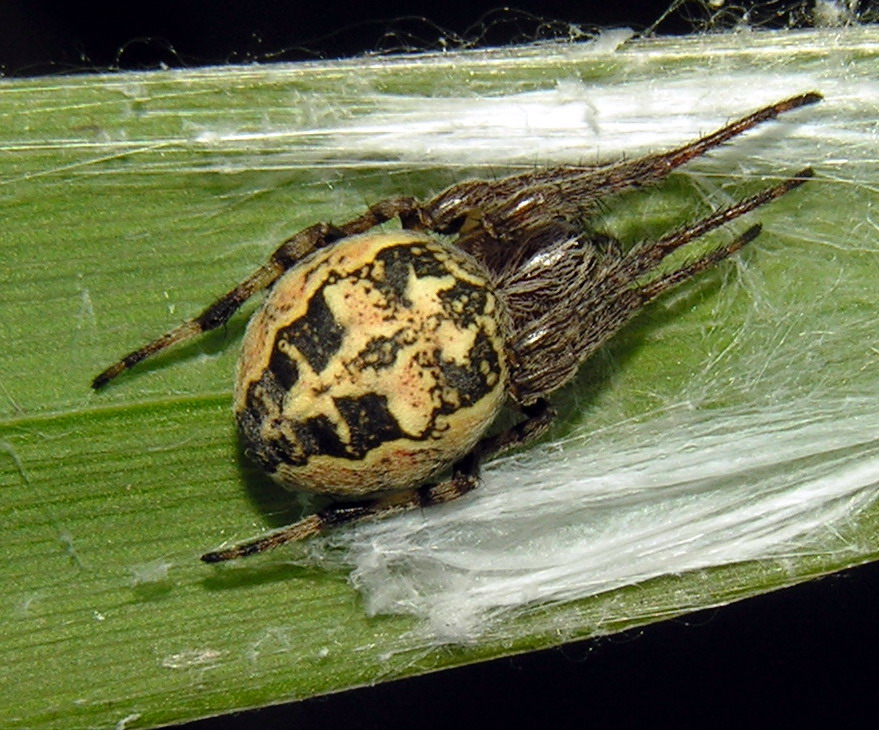
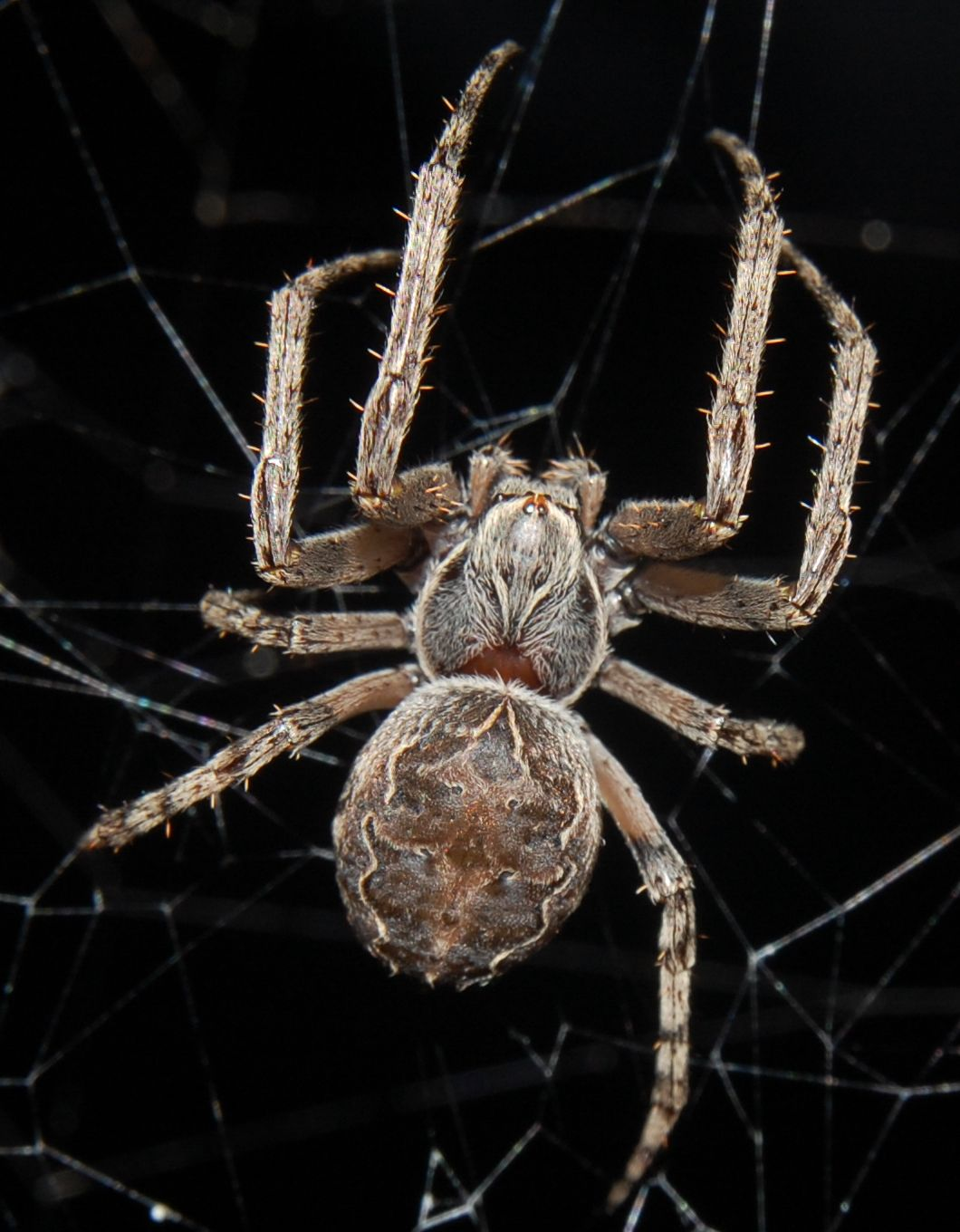
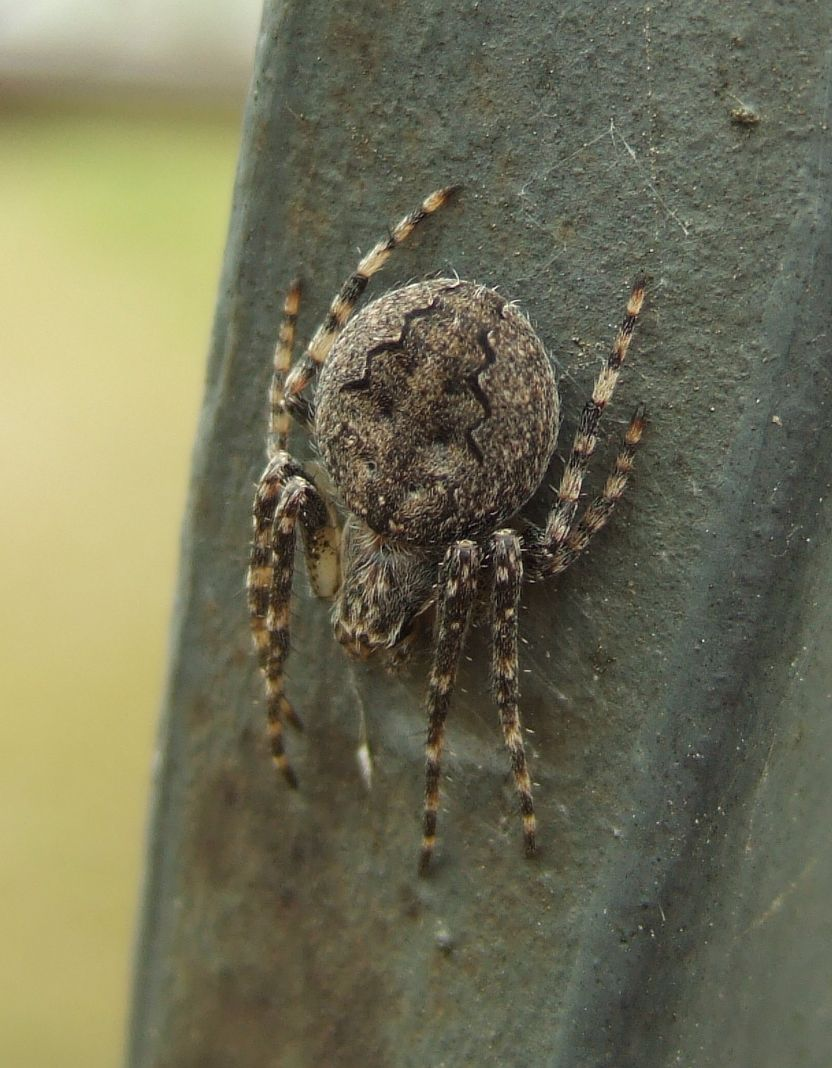
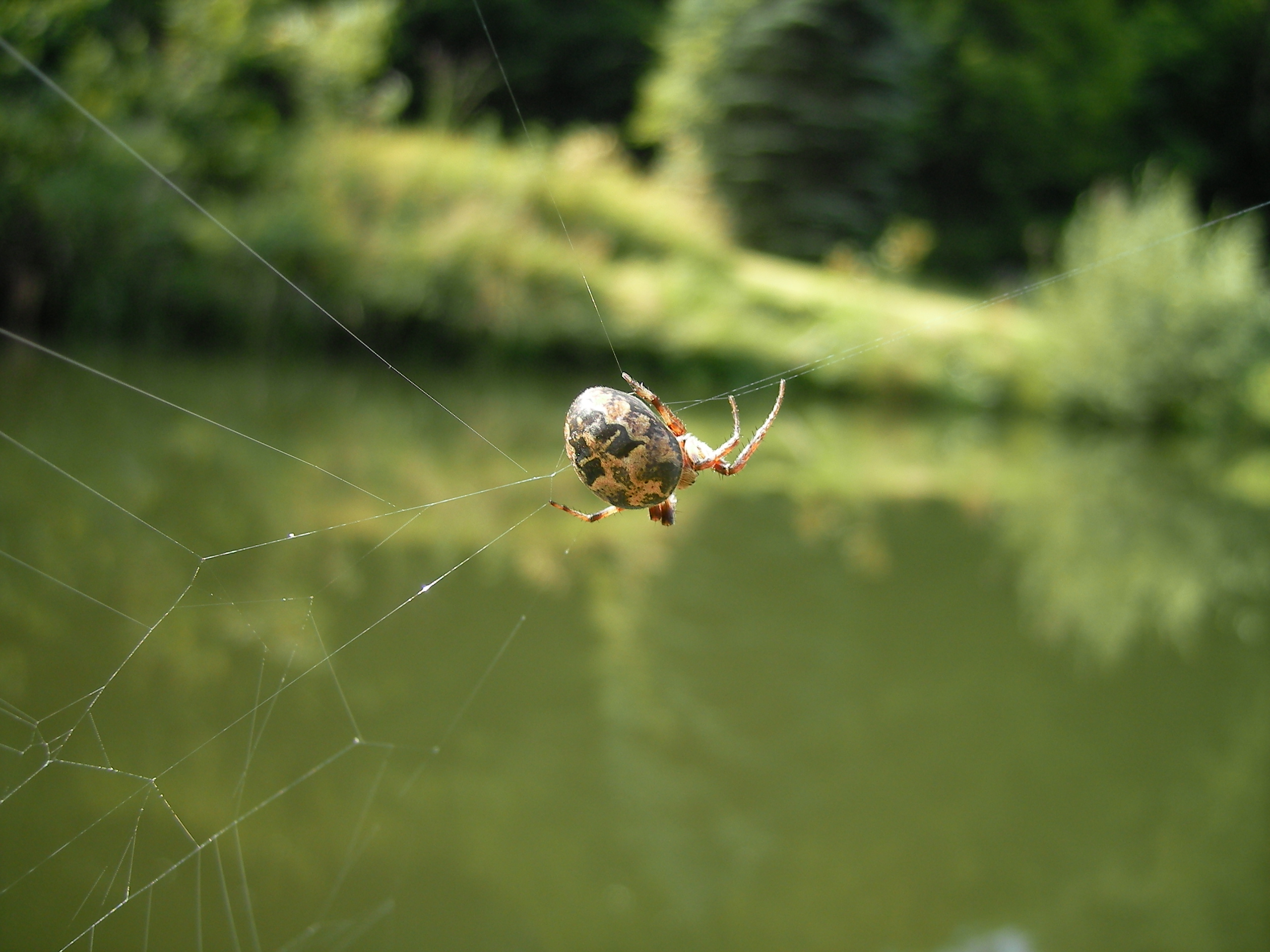